# Hydaticus petitii
Hydaticus petitii är en skalbaggsart som beskrevs av Aubé 1838. Hydaticus petitii ingår i släktet Hydaticus och familjen dykare. Inga underarter finns listade i Catalogue of Life.